# Borstrok
Een borstrok ook hemdrok, wambuis, kamizool of doublet genoemd, is een extra warm kledingstuk dat in koude perioden gedragen wordt. De borstrok wordt over het hemd gedragen, maar onder het overhemd of de trui. Volgens een bron uit 1894 werd het zowel door mannen als door vrouwen gedragen.

## Uiterlijk
Qua uiterlijk lijkt een borstrok het meest op een extra lang hemd dat tot over de billen doorloopt. Soms heeft de borstrok korte mouwen. Ze zijn meestal gebreid van wol of Jaeger, een mix van wol en katoen.

## Varia
- Het dragen van wollen borstrokken werd in het algemeen als onprettig ervaren omdat wol kriebelt, al droeg men een gewoon hemd eronder. Vooral kinderen hadden niets te kiezen en kregen een borstrok aan zodra het buiten begon te vriezen. Vaak werd dan ook een wollen of Jaeger-onderbroek tevoorschijn gehaald, al dan niet met pijpen.
- Meisjes leerden van huis uit om borstrokken en wollen onderbroeken te breien. Om extra warmte te geven, werden borstrokken vaak gebreid in de gerstekorrelsteek. Deze steek kost veel breigaren, waardoor er meer materiaal verwerkt wordt. De grotere dikte van het resultaat isoleert nog beter.
- Omdat het om wol gaat, moest het voorzichtig worden gewassen, want anders kromp het en werd het kledingstuk hard en viltig. Wollen of Jaeger-kledingstukken moeten in handwarm water met de hand gewassen worden. Men waste vroeger alleen als het nodig was en het is daarom niet vreemd dat borstrokken weken achter elkaar werden gedragen voordat ze gewassen werden. Wol stoot vuil af en ook borstrokken werden niet gauw vies.
- Tegenwoordig wordt nog nauwelijks in koude geleefd door centraal-verwarmde huizen en er zijn modernere isolerende materialen beschikbaar voor sportdoeleinden (thermokleding). Jaeger-ondergoed is vrijwel verdwenen. De merknaam Jaeger bestaat nog steeds, als Engels modehuis.